# Etheostoma grahami
Etheostoma grahami là một loài cá trong họ Percidae. Nó được tìm thấy ở México và Hoa Kỳ.